# Ruth Margarete Roellig
Ruth Margarete Roellig (Schwiebus, 14 de diciembre de 1878 - Berlín-Schöneberg, 31 de julio de 1969) fue una escritora alemana.

## Biografía

### Hasta 1933
Ruth Margarete Roellig nació en 1878 como hija de los hospederos Anna y Otto Roehlig. En 1887 sus padres se trasladaron a vivir a Belín. Allí fue a una escuela para muchachas de la alta sociedad y una pensión. La información sobre su evolución posterior se perdió probablemente a su muerte, tras la liquidación de la vivienda. Es posible que ya se dedicara a escribir antes de la I Guerra Mundial. Tras una formación como redactora, encuentra trabajo en una editorial de Berlín y escribe para el Berliner Lokal-Anzeiger y la revista para mujeres Bazar, además de para diversas revistas literarias.
En 1913 publica su primer libro Geflüster im Dunkel («Susurro en la oscuridad»), que describe la relación de un poeta con una musa. Durante sus estancias en el extranjero, en Finlandia, Bonn y París, escribía novelas y relatos, como Lutetia Parisiorum y Traumfahrt: Eine Geschichte aus Finnland («Viaje de ensueño: una historia desde Finlandia»), que relatan sus experiencias durante los viajes.
En 1927 volvió a Berlín y llegó a ser muy conocida, sobre todo en el ambiente lésbico de la época. En la Alemania de la época, la homosexualidad femenina no era tan perseguida como la masculina, pero también era denostada socialmente. Roellig publicó diversas historias cortas y poemas en revistas lésbicas como Frauenliebe. En 1928 editó su guía Berlins lesbische Frauen («Las mujeres lésbicas de Berlín») que describía catorce círculos lésbicos de la ciudad. La introducción fue escrita por Magnus Hirschfeld. Una segunda edición se publicó en 1930.
En se mismo año, 1930, participó en el libro de divulgación educativa Das lasterhafte Weib («La mujer viciosa») con una colaboración sobre el lesbianismo y el travestismo. También intentó la prosa educativa en el relato Ich klage an («Yo acuso»), que habla de la pérdida de la pareja, del matrimonio por obligación y de la opresión.

### Durante la época del Nacionalsocialismo
Con la toma de poder del los nazis, la actitud sobre la homosexualidad cambió de forma importante. La homosexualidad era considerada una degeneración y un delito. Aunque el lesbianismo no era ilegal y no fueron perseguidas sistemáticamente ni enviadas a campos de concentración, los nazis también las despreciaban. El ambiente lésbico fue desmantelado. Durante la Gleichschaltung de los intelectuales, se prohibió a menudo a los autores homosexuales continuar escribiendo. Roellig ocultó sus escritos lésbicos y en 1939 solicitó su ingreso en el Reichsschrifttumskammer, una especie de sindicato de escritores. El currículo enviado concluía con las siguientes palabras: «Soy una persona que se siente alemana hasta la médula y siento la más profunda simpatía con el empeño de nuestro adorado Führer. Heil Hitler.»
Durante el gobierno de los nazis, posiblemente solo editó dos libros: la novela negra Der Andere («El otro»), aparecido en 1936, que trata de Lloyd Warring, un escritor, que tiene un oscuro secreto: es un asesino. Encuentra en Lydia Heinke, una adolescente de 13 años, su musa. Pero ella solo lo usa y lo traiciona inconscientemente. En la celda policial, el escritor se suicida. La novela contiene alusiones al lesbianismo de la autora, así, muchos personajes son «homosexuales ocultos». En 1937 editó Soldaten, Tod, Tänzerin («Soldados, muerte, bailarina»), que presuntamente se basa en una historia ocurrida durante la I Guerra Mundial. La protagonista es la bailarina Marion, que, a causa de las confusiones producidas por la Guerra, es sospechosa de espionaje y detenida en Rumanía. También vive la Revolución de Octubre. Por diversos caminos consigue volver a Berlín. La novela está llena de motivos antisemitas y anticomunistas, plenamente en línea con el pensamiento nazi. El servicio de turismo rumano se quejó sobre el contenido del libro, solicitando «en consideración de una mejor relación entre Rumanía y Alemania» retirar el libro de la editorial Bertelsmann. En marzo de 1938 el representante de Joseph Goebbels rechazó la solicitud.
Ese mismo año, su libro Berlins lesbische Frauen acabó en la «lista de escritos prohibidos». Soldaten, Tod, Tänzerin fue la última monografía que escribió. Había planes para publicar una novela sobre un niño ario, que crece con un padre adoptivo judío y otra sobre las vivencias en un refugio antiaéreo, pero ninguna de las dos novelas llegó a publicarse. Se desconoce si la prohibición del libro Berlins lesbische Frauen implicó una prohibición de ejercer su profesión.
En noviembre de 1943, su vivienda en Schöneberg fue destruida por un ataque aéreo y Roellig se trasladó a su casa de campo en Silesia.

### Tras 1945
Tras la Guerra, Roellig se trasladó con su pareja, Erika, a vivir con su hermana Käthe. No volvió a publicar. En 31 de julio de 1969 murió de muerte natural.

## Recepción
Ruth Margarete Roellig está prácticamente olvidada en la actualidad.
Su guía por el ambiente lésbico de Berlín fue considerado en la época la obra estándar del primer movimiento homosexual. El libro fue publicado de nuevo en 1981 y 1994 con el título Lila Nächte: Die Damenklubs der Zwanziger Jahre («Noches violetas: los clubes de damas de sol años veinte»).
Sus obras posteriores fueron poco leídas incluso en el momento de su publicación, una recepción específica no es conocida.

## Obra (selección)
Monografías
- Geflüster im Dunkel (1913)
- Liane (1919)
- Traumfahrt: Eine Geschichte aus Finnland (1920)
- Lutetia Parisorum (1920)
- Die fremde Frau (1920)
- Die heiligen Annunziaten (1925)
- Berlins lesbische Frauen (1928)
- Ich klage an! (1931)
- Die Kette im Schloss (1931)
- Der Andere (1935)
- Soldaten, Tod und Tänzerin (1937)

Artículos
- Lesbierinnen und Transvestiten. En: Das lasterhafte Weib. Editado por Agnes Countess Esterhazy (1930)